# Johanna-Etienne-Krankenhaus

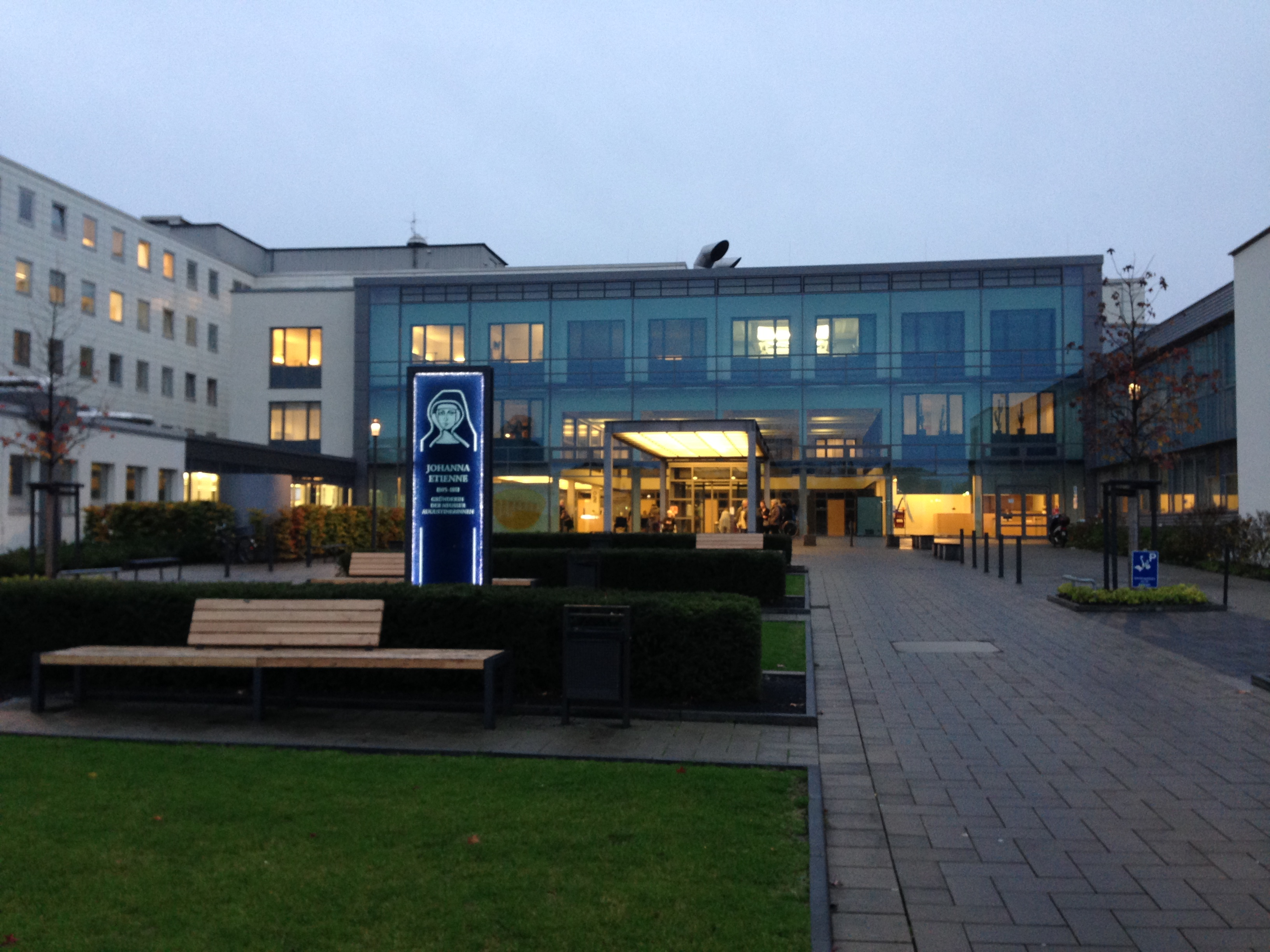
Außenansicht

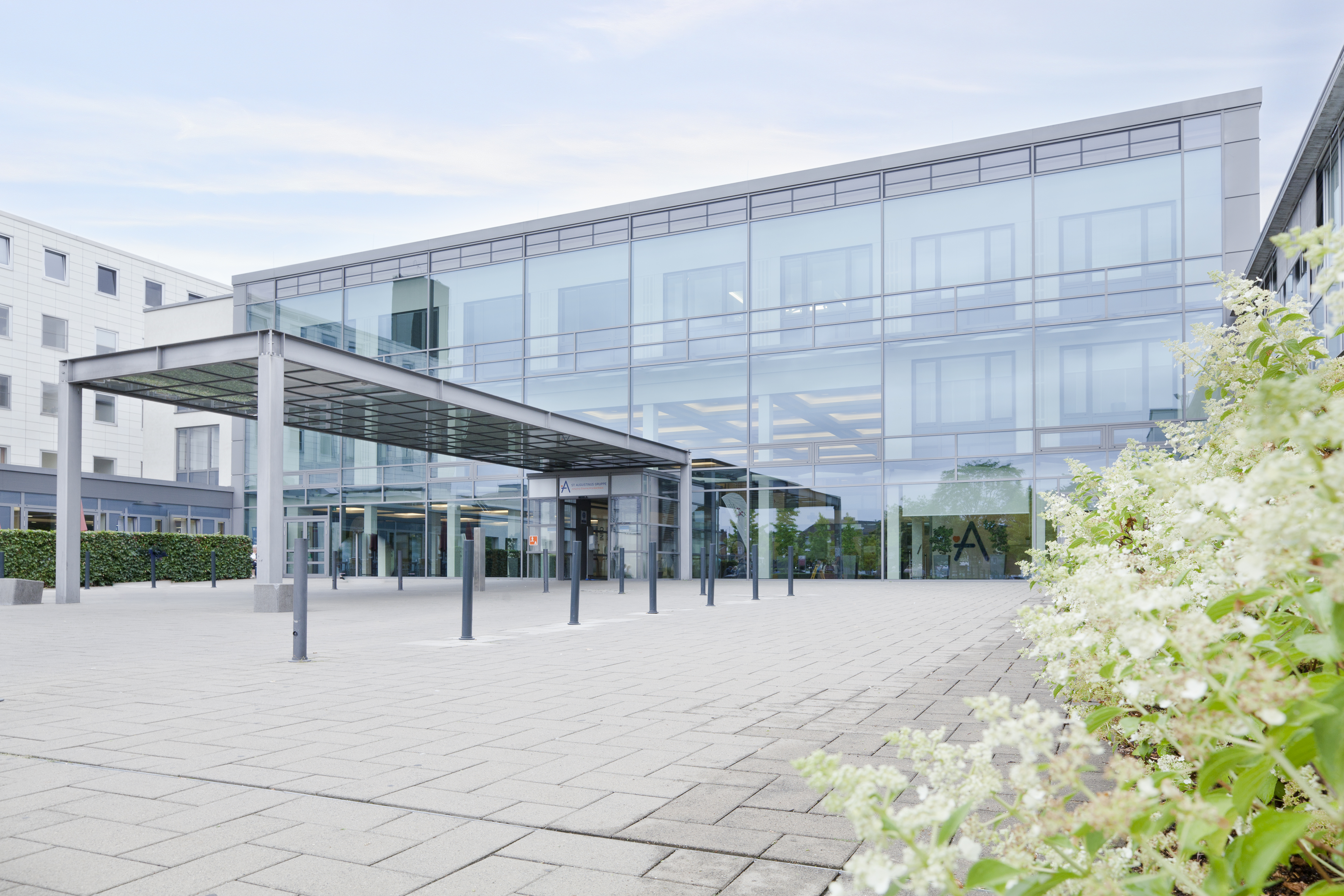
Haupteingang

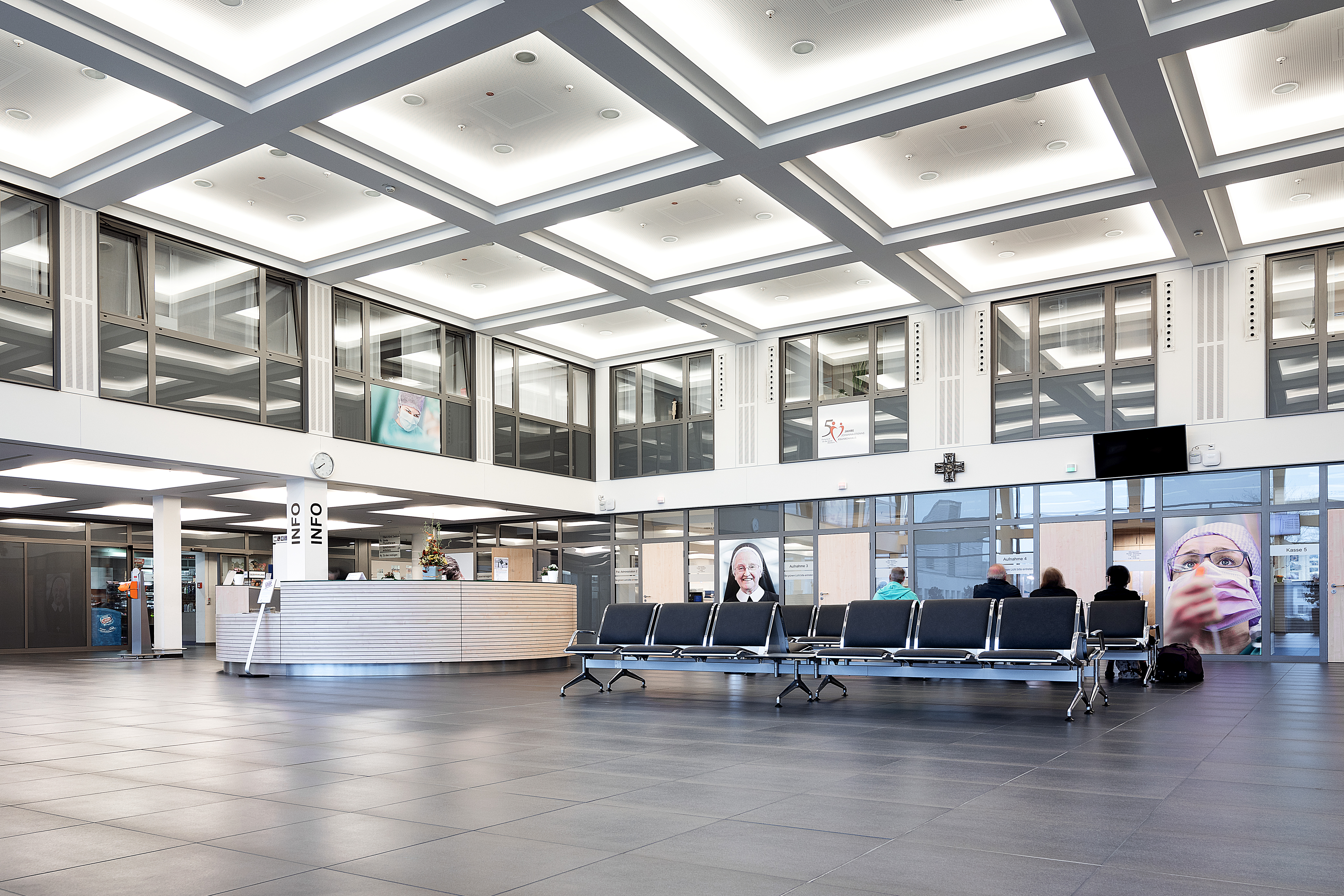
Foyer

Das Johanna-Etienne-Krankenhaus (Eigenschreibweise: Johanna Etienne Krankenhaus) ist ein katholisches Krankenhaus in Neuss. Es wurde 1968 gegründet und gehört seit 2004 zur St. Augustinus Gruppe.

## Geschichte
Nach 5-jähriger Planungs- und Bauzeit wurde 1968 das neu errichtete Johanna-Etienne-Krankenhaus bezogen – mit den Abteilungen Innere Medizin, Gynäkologie, Chirurgie, Orthopädie und Radiologie. 1990 wurde das Gebäude zu klein und eine vierte Etage als neue Verwaltungsebene gebaut. Der OP-Bereich wurde 1992 erneuert. Ein Jahr später kam als weitere Fachabteilung die Neurologie hinzu. Als 1996 die Gefäßchirurgie ergänzt wurde, stieß das Haus erneut an seine räumlichen Grenzen. Daher wurden ein Jahr später die Gebäude der Radiologie und der Zentralambulanz gebaut. Im Jahr 2002 entstand, bedingt durch die Gründung der Stiftung „Cor unum“ durch die Neusser Augustinerinnen, die gemeinnützige Johanna-Etienne gGmbH. Zur 35-Jahr-Feier des Krankenhauses wurden der Neubau für die Intensivmedizin fertiggestellt und die Kreißsäle neu gestaltet.
Seit 2004 ist die St. Augustinus Gruppe Träger des Johanna-Etienne-Krankenhauses, wodurch es zum größten katholischen Klinik- und Sozialversorger-Verbund am Niederrhein gehört. Von 2009 an fanden Erweiterungs- und Umbauarbeiten am Gebäude statt: die Neustrukturierung der Zentralambulanz, der Umbau der chirurgischen und neurologischen Kliniken, der Ausbau des Operationstraktes sowie der Tagesklinik und der Neubau der Palliativstation, der Eingangshalle, Küche und Cafeteria. Durch die Eröffnung des Parkhauses 2014 wurde die Parksituation für Anwohner, Patienten und Angehörige gleichermaßen verbessert.
2017 begann ein Erweiterungsbau mit drei Stockwerken und Untergeschoss, um den Unterbringungskomfort zu erhöhen. Die Eröffnung erfolgte 2019. Auf den Stationen entstanden dabei moderne Zwei-Bett-Zimmer mit Bad sowie eine Überwachungseinheit (Intensivstation und Hybrid-OP) im Erdgeschoss und zusätzliche 30 Wahlleistungsbetten im dritten Obergeschoss.

## Träger und Leitung
Der Träger des Krankenhauses ist die St. Augustinus Gruppe. Die Krankenhausleitung besteht aus Geschäftsführer Sebastian Baum, dem kaufmännischen Klinikleiter Timon Seidlitz und den ärztlichen Direktoren Jens Encke und Lukas Schlösser.

## Einrichtung
Das Haus beschäftigt mehr als 1000 Mitarbeiter und verfügt über 415 Betten.
Zurzeit verfügt das Johanna-Etienne-Krankenhaus über folgende medizinische Fachbereiche und Zentren:
Fachbereiche:
- Innere Medizin,
- Allgemein- und Viszeralchirurgie,
- Gefäßchirurgie,
- Orthopädie, Unfallchirurgie und Sportmedizin,
- Gynäkologie und Geburtshilfe,
- Anästhesie und Intensivmedizin,
- Radiologie, interventionelle Neuroradiologie und Neurologie,
- Thoraxchirurgie.

Zentren:
- Brustzentrum
- Lungenzentrum
- Pankreaskrebszentrum
- Darmkrebszentrum
- Hernienzentrum
- Tumorzentrum
- Endoprothetik-Zentrum
- SOS-Zentrum
- Gefäßzentrum
- Medizinisches Zentrum für Erwachsene mit Behinderung
- Medizinisches Versorgungszentrum